# Ливерциани, Клаудио
Кла́удио Ливерциа́ни (итал. Claudio Liverziani; род. 4 марта 1975, Купрамонтана, Италия) — итальянский бейсболист, аутфилдер клуба итальянской бейсбольной лиги «Фортитудо Болонья», участник трёх летних Олимпийских игр, двукратный серебряный призёр чемпионатов Европы.

## Спортивная карьера
Свою профессиональную карьеру Ливерциани начал в 1991 году в клубе «Новара». В 1995 году Клаудио впервые принял участие в чемпионате Европы, где в составе сборной Италии стал серебряным призёром. Сезон 1996 года Ливерциани провёл в туринском «Ювентусе». В конце июля итальянец выступил на летних Олимпийских играх в Атланте. Сборная Италии на турнире одержала две победы и заняла 6-е место.
Удачно сыграв на играх в США Клаудио приглянулся скаутам клуба Американской лиги «Сиэтл Маринерс» и, начиная с сезона 1997 года Ливерциани начал выступление в команде Низшей лиги «Висконсин Тимбер Рэттлерс», находящейся в системе Маринерс. За 2 сезона в Висконсине Ливерциани провёл 214 матчей, совершив 176 хитов, 116 хоум-ранов и имея средний процент отбивания равный .251. В 1999 году Клаудио вернулся на родину в клуб «Римини» и в том же году Ливерциани завоевал свою вторую серебряную медаль чемпионатов Европы. Спустя год Клаудио принял участие в летних Олимпийских играх в Сиднее. Вновь, как и четыре года назад итальянская сборная выиграла два поединка и заняла 6-е место, а Ливерциани играл на позиции правого аутфилдера.
В 2002 году Ливерциани перешёл в клуб «Фортитудо Болонья». В 2004 году Клаудио принял участие в своих третьих летних Олимпийских играх. В этот раз итальянская сборная выступила менее удачно. В 7 матчах была одержана всего 1 победа и итогом стало 7-е место. На играх Ливерциани занял место на 1-й базе, а последние три игры провёл на позиции назначенного хиттера. В 2006 году Ливерцини принял участие в составе сборной Италии в Мировой бейсбольной классики, однако итальянцы заняли только третье место в своей группе, пропустив вперёд сборные Доминиканской республики и Венесуэлы. В 2007 году Ливерциани завоевал приз Золотая перчатка, как лучший аутфилдер чемпионата Италии. 30 апреля 2009 года Ливерциани стал 7-м игроком в истории итальянской серии A, кому удалось совершить 1000 хитов. По итогам сезона 2009 года Клаудио стал MVP чемпионата. После окончания срока действия дисквалификации Ливерциани продолжил выступление за Болонью.

## Допинг
В июле 2009 года допинг-проба, взятая у Ливерциани после полуфинальной встречи с «Карипармой» дала положительный результат на амфетамины. В ноябре итальянский бейсболист был дисквалифицирован на срок до 1 октября 2011 года.